# Plectorhinchus paulayi
Plectorhinchus paulayi is een straalvinnige vissensoort uit de familie van grombaarzen (Haemulidae). De wetenschappelijke naam van de soort is voor het eerst geldig gepubliceerd in 1895 door Steindachner.